# Sinterklaasjournaal (2003)
Het Sinterklaasjournaal in 2003 was het derde seizoen van het Sinterklaasjournaal en werd gepresenteerd door Dieuwertje Blok. De intocht vond plaats in Zwolle.

## Verhaallijn
Hoewel Sinterklaas er nog niet was, was er al wel een Zwarte Piet. Een heel rare, die alles andersom deed. Intussen zorgde Zwolle voor een cadeau voor de Sint. Een miniatuur Peperbus vol pepernoten. Een meisje, Margje, kreeg de eer om hem aan Sinterklaas te overhandigen. Maar op de dag voor de intocht werd ze aangereden door de Piet die al in Nederland was. Ze moest naar het ziekenhuis. Op 15 november meerde Pakjesboot 12 succesvol aan in Zwolle. Toen Sinterklaas van de burgemeester hoorde dat Margje de bus niet kon aanbieden, beloofde de Sint haar iets. Ze mocht de miniatuur Peperbus komen bekijken in het Pietenhuis. Ook de vreemde Piet die al in Nederland rondliep kwam langs. Toen Sinterklaas aankwam, bleek de vreemde Piet de Notenkolder te hebben. Het beste middel tegen Notenkolder is terug naar Spanje en dus werd de Piet dezelfde dag nog terug naar Spanje gestuurd.
De deur van de Pakjeskamer was aan vervanging toe en dus werd er een nieuwe geplaatst. Het werd een kluisdeur. En hoewel alles dus prima geregeld leek, ging het met Pietje Precies helemaal mis. Hij at te veel pepernoten en kreeg ook Notenkolder. En die zorgde weer voor problemen bij de kluis. De Pieten legden de code in de kluis, maar Pietje Precies, met Notenkolder, sloot de deur, terwijl niemand de code wist en dus waren de cadeaus helemaal weg. Dagenlang bleef de kluis dicht, zelfs inbrekers kregen hem niet open. Uiteindelijk kreeg Paardenpiet Glenn hem open.
Maar er waren nog steeds een heleboel Pieten die ook de Notenkolder kregen en een heleboel chaos veroorzaakten. Al deze Pieten moesten terug naar Spanje.
Ondertussen overlegde Sinterklaas met het ziekenhuis of Margje even het ziekenhuis mocht verlaten om de miniatuur Peperbus te bekijken. Er werd veel overlegd, maar het mocht uiteindelijk. De Pieten met Notenkolder genazen van hun ziekte, werden weer normaal en verschenen aan het einde van de laatste aflevering nog even in het Pietenhuis. Het werd nog een gezellige boel.

## Rolverdeling
| Rol                     | Naam                     |
| ----------------------- | ------------------------ |
| Presentatrice           | Dieuwertje Blok          |
| Voice-over              | Kees Driehuis            |
| Verslaggever            | Rik Hoogendoorn          |
| Verslaggeefster         | Wouke van Scherrenburg   |
| Verslaggever            | Klaas van der Eerden     |
| Verslaggever            | Sipke Jan Bousema        |
| Sinterklaas             | Bram van der Vlugt       |
| Wellespiet              | Dick van den Toorn       |
| Hoofdpiet               | Erik van Muiswinkel      |
| Huispiet                | Maarten Wansink          |
| Wegwijspiet             | Michiel Kerbosch         |
| Paardenpiet Glenn       | Anne Rats                |
| Pietje Precies          | Bob Fosko                |
| Rare Piet               | Rob Kamphues             |
| Sorrypiet               | Marc-Marie Huijbregts    |
| Eppo Zanik              | Freek de Jonge           |
| Professor Titus Tillema | Dick Lam                 |
| Gastrollen              |                          |
| Dokter Van der Ploeg    | Manfred de Graaf         |
| Leraar in Zwolle        | Gijs Scholten van Aschat |
| Deurenverkoper          | Michiel Rampaart         |
| Arts                    | Rob van Hulst            |
| Verpleegsters           | Annemieke Verdoorn       |
| Verpleegsters           | Erna Sassen              |